# 헤르베르트 노르쿠스
헤르베르트 노르쿠스(독일어: Herbert Norkus 1916년 7월 26일 ~ 1932년 1월 24일)는 히틀러 청소년단의 단원이었다. 화부인 아버지와 어머니 사이에서 태어났으며 남동생이 하나 있었다. 1931년 어머니가 병으로 사망했고 아버지는 히틀러 청소년단 활동이 어머니를 잃고 슬픔에 빠진 그에게 도움이 될 것이라고 생각했다. 히틀러 청소년단 활동을 허락한 그의 아버지는 청소년단 활동이 아들의 사기를 복돋아 주고 새 친구를 사귀는 계기가 되며 자제심을 갖게 하길 바라는 바람을 가졌다.
1932년 1월 24일 헤르베르트는 단원들과 함께 베를린의 츠빙글리 거리에서 나치당의 소식을 담은 전단지를 돌리기로 했다. 1920년과 1930년 초 나치와 공산주의자들은 베를린 거리 곳곳에서 자기 집단의 영향력 강화를 위해 시가전을 벌이곤 했다. 헤르베르트는 이 츠빙글리 거리에서 공산주의자들의 습격을 받게 되었다.
헤르베르트는 거리에 40여 명의 공산주의자 소년들이 있는 것을 확인했다. 친구 요하네스 키르슈는 그럼에도 불구하고 계속해서 전단지를 던져 넣었고 공산단원들은 그에게 달려들어 그의 등을 가격했다. 요하네스는 도망쳐 쓰레기통 뒤로 숨었다. 헤르베르트는 공산단원 무리에게 쫓겨 거리를 달려 내려갔다. 모퉁이를 돌던 중 우유 가게의 불이 들어와있는 것을 보고 도움을 요청했으나 우유가게 주인은 문을 닫아버렸다. 다음 건물로 뛰어갈 때 공산단원들이 그를 따라잡았다. 그는 저항했고 그들에게서 떨어져 나와 달려갔으나 6차례 칼에 찔리고 불이 밝혀진 창가로 걸어갔다. 안에 있던 마리 욥스가 그를 발견했고, 그의 어머니가 택시를 불러 모아비트 시립 병원 응급실로 그를 데려갔으나 그는 사망했다.
수백 명의 히틀러 추종자들이 장례식에 몰렸고 헤르베르트가 그를 쫓는 사람들을 피해 숨던 숲이 있는 노이에 요하네스 묘지에 그가 안장되었다. 그가 사망한 1월 24일은 국가기념일로 지정되었다. 헤르베르트가 사망한 츠빙글리 가 4번지 붉은 벽돌 건물에는 "그는 독일의 자유를 위해 생명을 바쳤다"고 새겨진 명판이 설치되었다.

## 같이 보기
- 빌헬름 구스틀로프
- 호르스트 베셀
- 뮌헨 폭동

## 참고 문헌
- Susan C, Bartoletti (2008년 12월 29일). 《히틀러와 아이들》. 지식의 풍경.